# Аслаев, Нуриман Саитгареевич
Аслаев, Нуриман Саитгареевич (род.  13 апреля  1939 года) — нефтяник.  Лауреат Государственной премии СССР (1989). Заслуженный нефтяник РБ (1994), почетный нефтяник СССР (1986).

## Биография
Аслаев, Нуриман Саитгареевич родился 13 апреля  1939 года   в  с. Старые Туймазы Туймазинского района БАССР.
Место работы: c 1962 года работал бурильщиком, буровым мастером  треста “Туймазабурнефть”; с 1970 года работал буровым мастером,  в 1996—2002 годах - комплектовщиком Уфимского УБР. 
Аслаев, Нуриман Саитгареевич  внедрил  в производство технологии бурения скважин кустовым методом с применением электробуров. Участвовал в бурении Туймазинского месторождения нефти, Сергеевского, Уршакского нефтяных месторождений, Дюртюлинской и Приуфимской месторождений. 

## Награды и звания
- Орден Трудовой Славы III степени (1976)
- Орден Трудового Красного Знамени (1981)
- Орден Трудовой Славы II степени (1985)
- Почётный нефтяник СССР (1986)
- Государственная премия СССР (1989)
- Заслуженный нефтяник Республики Башкортостан (1994)